# Trio Mocotó
Trio Mocotó est un groupe musical brésilien fondé en 1968, pionnier de la samba-rock.
Proche de Jorge Ben, le groupe est composé de João Parahyba, Nereu Gargalo et Fritz Escovão jusqu'en 2003, ce dernier étant remplacé par Skowa (pt).

## Histoire

### Formation
Le Trio Mocotó est formé en 1968 à Boate Jogral, où travaillent Fritz Escovão, João Parahyba et Nereu Gargalo. À l'époque, la boîte de nuit de São Paulo était un haut lieu de la musique brésilienne et les trois personnes engagées par la maison ont travaillé en tant que groupe d'accompagnement pour des noms tels que Clementina de Jesus, Nelson Cavaquinho, Cartola, Paulo Vanzolini, Manezinho da Flauta, en plus des canjas (« boeufs ») historiques avec des artistes brésiliens et d'autres visiteurs étrangers tels que Tommy Flanagan, Duke Ellington, Oscar Peterson, Earl Hines, Michel Legrand et Dizzy Gillespie.
Leur nom est tiré d'une expression, Mocotó, qui désigne « les cuisses des filles dévoilées par les minijupes ».

### Groupe pionnier de la samba-rock

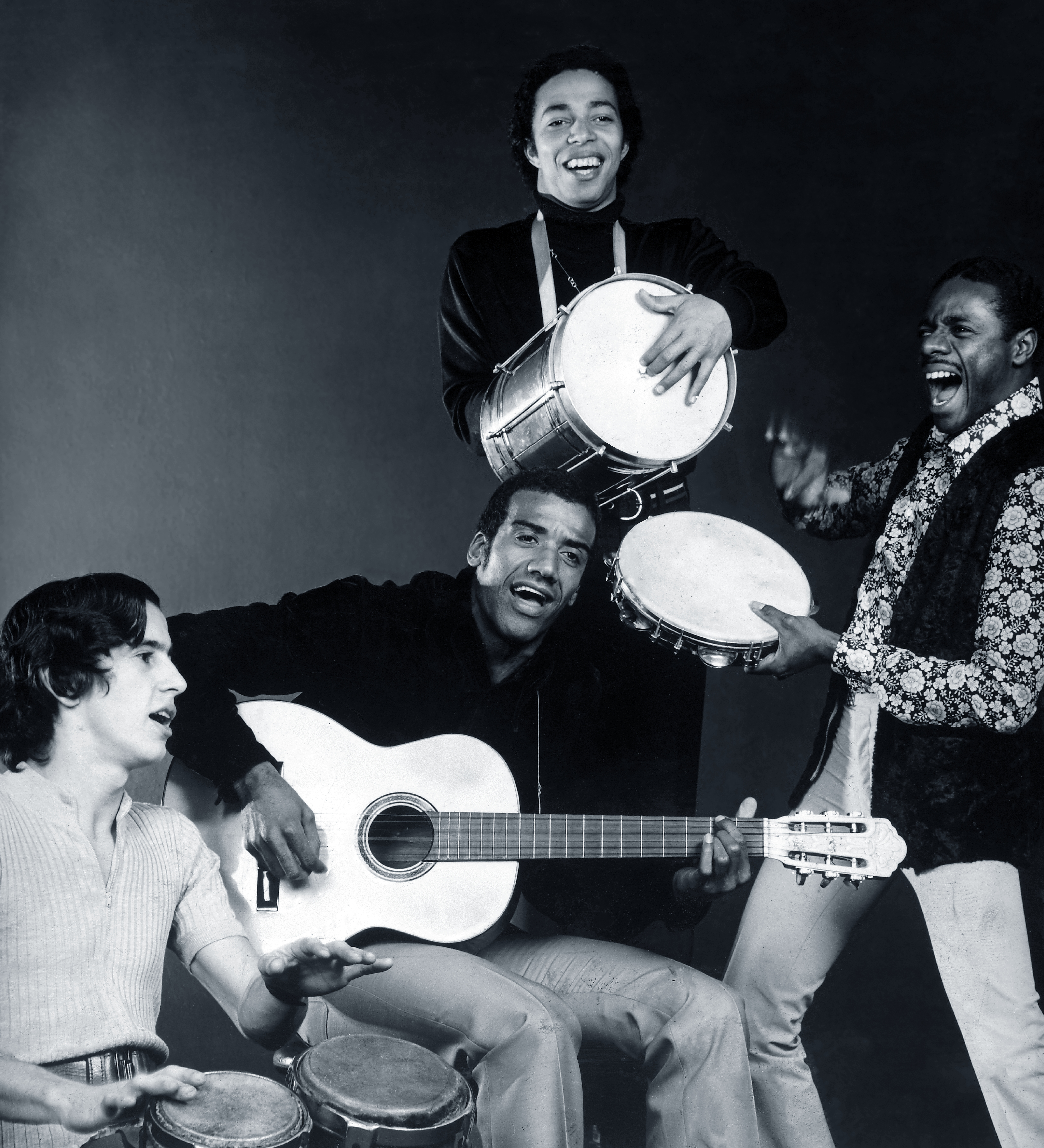
Jorge Ben et le Trio Mocotó au Teatro da Lagoa en 1969.

L'une de ces canjas commençait à devenir fréquente : Jorge Ben au violão, Fritz à la cuíca, Nereu au pandeiro et Joãozinho avec son mélange de timbal et de batterie,.

« Quand Jorge nous a vus jouer ensemble [au Jogral], il voyait pour la première fois trois percussionnistes qui jouaient différemment, comme un trio de guitares. Nous avons joué avec lui ce soir-là, puis le lendemain et on ne s'est plus arrêté. »

— João Parahyba
À cette époque, Jorge Ben vit à São Paulo et n'a pas de label. Le rythme né de cette rencontre, le samba-rock, deviendra une marque de fabrique et propulse définitivement Jorge Ben et le trio au rang de célébrités. Jorge Ben les invite en tournée internationale, dont la première du trio a lieu à Cannes, en France et dont le rappel dure plus d'une heure.
Avec leur « cadence décalée [qui] rythme des chansons ironiques, parfois féroces, lascives », Trio Mocotó cherche à faire une musique « très joyeuse, contre la violence mais avec de l'humour et de l'amour », en décalage avec la manière des tropicalistes,.
Structurellement, le nom de « samba rock » est donné à la samba exécutée à la guitare, dans le style popularisé par plusieurs artistes, dont l'icône était Jorge Ben, même s'il n'aime pas le terme. Dans plusieurs régions du pays, des artistes ont développé des chansons en parallèle dans le but de mélanger la samba avec le rock et la soul. À Porto Alegre, on l'appelait autrefois « swinging » ; « samba-rock » était plus utilisé à São Paulo tandis qu'à Rio de Janeiro, des expressions telles que « sambalanço » et, plus tard, « samba-soul » étaient plus récurrentes. Malgré les différents accents musicaux, la matrice fusion a toujours été maintenue, avec la modulation rythmique classique du rock 'n' roll, composée de batterie, basse, guitare et claviers, articulée au rythme de la samba à travers le violão, la cuíca, le pandeiro et la timbal.

« En Europe, c'est tout ce qui compte. Les DJ deviennent fous — ils disent que nous avons trop de groove. Mais ce qu'ils appellent groove aujourd'hui, nous l'appelions suingue. »

— João Parahyba
À Jogral même, Jorge et le trio signent avec Philips pour enregistrer leur nouvel album, Muita Zorra! (... São Coisas Que Glorificam a Sensibilidade Atual). Le trio accompagne Jorge sur pratiquement tous les morceaux dont Que Pena, Domingas, Take it Easy my Brother Charles et País Tropical.

### Déclin et résurgence
À la fin des années 1970, avec la fièvre de la musique disco au Brésil, la demande pour des concerts de groupes comme le Trio Mocotó a considérablement diminué.

« Nous avons été envahis par la fièvre du disco. Au début des années 70, il y avait de la musique live partout, et de grands groupes jouaient — Tamba Trio, Banda Black Rio, tout le monde faisait de la musique pour danser en direct. Puis le disco est arrivé, tout est devenu mécanique, il n'y avait plus besoin de groupes [...] le swing est passé de mode. À tel point que lorsque nous avons recommencé à jouer, personne n'avait la moindre référence au Trio Mocotó. Ils pensaient que nous étions un groupe de forró. »

— João Parahyba
Après une vingtaine d'années d'inactivité, le groupe profite néanmoins d'une résurgence au tournant du XXIe siècle, lorsqu'un DJ anglais les popularise à nouveau, au point de faire salle comble dès leur premier concert de retour en 2000.
Ils sortent l'album Samba Rock, qui est accompagné d'une tournée mondiale.
Depuis 2003, le groupe est formé par João Parahyba, Nereu Gargalo et Skowa (pt). Ils sortent ensemble deux albums : Beleza! Beleza!! Beleza!!! en 2004, puis Dizzy Gillespie No Brasil Com Trio Mocotó, avec Dizzy Gillespie.

## Discographie
Discographie établie via Discogs, où les détails des albums sont disponibles :

### Albums studio
- 1971 : Muita Zorra! (... São Coisas Que Glorificam a Sensibilidade Atual) (Forma (2))
- 1973 : Trio Mocotó (RGE)
- 1975 : Trio Mocotó (Arlequim)
- 2001 : Samba Rock (YB Music, Net Records)
- 2004 : Beleza! Beleza!! Beleza!!! (YB Music)
- 2010 : Dizzy Gillespie No Brasil Com Trio Mocotó, avec Dizzy Gillespie (Biscoito Fino)

### Album live
- 1971 : Jorge Ben On Stage (Trio Mocotó est le groupe qui accompagne Jorge Ben lors d'une tournée au Japon, Philips)[13].

### Remix
- 2019 : Trio Mocotó (Mr Bongo)